# Yaghuth
Yaghūth in arabo يَغُوثَ‎?, Yaghūth "Egli soccorre", è un idolo preislamico citato anche nel Corano (LXXI:23) come una divinità risalente all'epoca del profeta Noè (Nūḥ).